# ДОТ № 106 (КиУР)
ДОТ № 106 — долговременная огневая точка, расположенная на южном фасе Киевского укрепрайона и входившая в его первую линию обороны. Фортификационное сооружение относится к классу пулемётный полукапонир (ППК) и является одним из восьми данного типа, находящихся в КиУР (см. также ППК № 182). Сооружение принимало участие в обороне Киева в 1941-м году.

## Проектирование и строительство

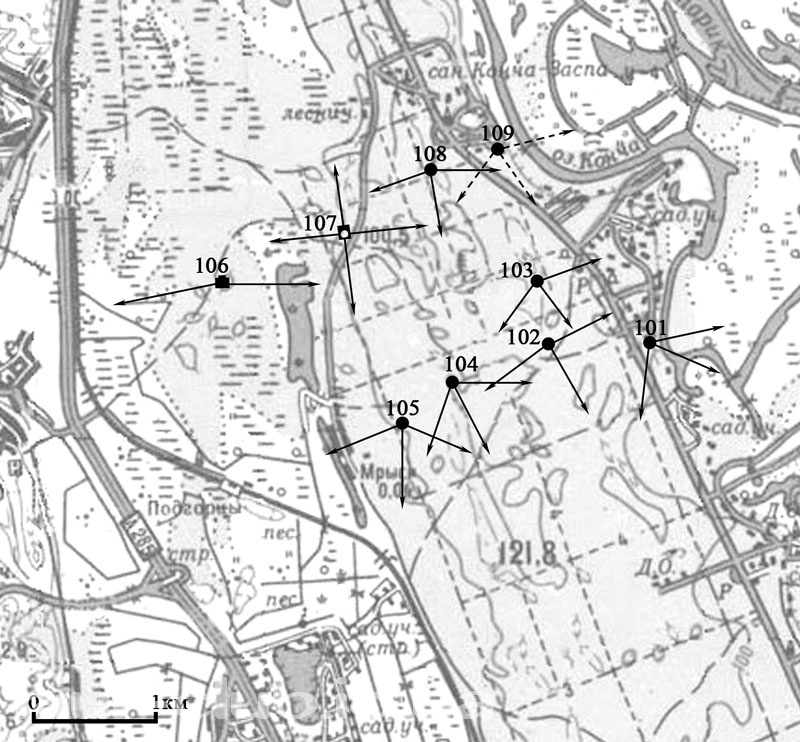
ППК № 106 в системе обороны 14-го БРО КиУР

Полукапонир создавался для ведения флангового огня в одном направлении. Это сооружение 1931 года постройки, имело 3 амбразуры для станковых пулемётов, а также 1 амбразуру для ручного пулемёта для защиты входа. ДОТ № 106 относится к фортификационным сооружениям типа «М2», то есть способен выдержать 1 попадание 152-мм гаубицы. Пулемёты располагались в отдельных казематах, выгородка для командира и фильтро-вентиляционной установки — между этими казематами. Вход уже закрывался на железную решетку, а внутри была металлическая дверь.
Задачей ППК был огневой контроль над дорогой Ходосовка — Конча-Заспа, которая в те времена проходила через остров между озером у села Мрыги и болотом у села Ходосовка. По причинам халатности проектировщиков амбразуры огневой точки смотрели в почти непроходимое болото, а проходимая часть острова не обстреливалась. Лучшим решением был бы обычный ДОТ у дороги.

## Служба
Полукапонир организационно входил в 14-й батальонный район обороны (БРО) КиУР, ответственного за участок Конча-Заспа — Мрыги, и с началом войны был занят военнослужащими 28-го отдельного пулемётного батальона. Во время первого генерального штурма КиУР, который начали войска 29-го армейского корпуса вермахта 4 августа 1941 года, ДОТ № 106 оказался в окружении и без пехотного прикрытия на полевых позициях. Тем не менее он полдня оказывал сопротивление одной из стрелковых рот 95-й пехотной дивизии. Для ближнего боя гарнизон вытащил один из пулемётов наружу. Около полудня противник захватил огневую точку.

## Современность
ДОТ № 106 уцелел и находится в хорошем состоянии.